# ТЕС Ліхтерфельде

ТЕС Ліхтерфельде — теплова електростанція в столиці Німеччини Берліні на якій у середині 2010-х років розпочата модернізація задля переведення на технологію комбінованого парогазового циклу.
Вугільну теплоелектроцентраль Ліхтерфельде ввели в експлуатацію у 1972-му. Три її блоки мали загальну електричну потужність 450 МВт та теплову потужність 720 МВт. Також можна відмітити, що всі вони пройшли перепрофіліювання на використання природного газу (у 1988, 1991 та 1997 роках).
В 21-му столітті для подальшого зниження шкідливого навантаження на довкілля та підвищення ефективності вирішили замінити старі блоки на новий парогазовий, спорудження якого розпочалось у 2014 році. За проєктом він матиме електричну потужність 300 МВт, яку забезпечуватимуть газова турбіна компанії General Electric (220 МВт) та парова турбіна виробництва південнокорейської Doosan (80 МВт). При використанні блоку в режимі теплоелектроцентралі він матиме загальну паливну ефективність 85 %. Вартість проєкту оцінюється у 500 млн євро.